# 冷杉林区豪森
冷杉林区豪森是德国巴登-符腾堡州的一个市镇。总面积8.49平方公里，总人口505人，其中男性250人，女性255人（2011年12月31日），人口密度59人/平方公里。